# 대구광역시의 유형문화재
대구광역시의 유형문화재는 시도유형문화재 중에서 대구광역시 내에 있는 문화재를 의미한다.

## 지정 목록
| 번호 | 사진 | 명칭                                                                                          | 소재지                                            | 관리자 (단체)                            | 지정일                                                            | 참조 |
| 1호  |      | 선화당 (宣化堂)                                                                               | 대구 중구 경상감영길 99 (포정동)                  | 중구                                     | 1982년 3월 4일 지정                                               |      |
| 2호  |      | 징청각 (澄淸閣)                                                                               | 대구 중구 경상감영길 99 (포정동)                  | 대구시                                   | 1982년 3월 4일 지정                                               |      |
| 3호  |      | 팔공산마애약사여래좌상 (八公山磨崖藥師如來坐像)                                               | 대구 동구 용수동 산1번지                          | 동화사                                   | 1982년 3월 4일 지정                                               |      |
| 4호  |      | 영영축성비 (嶺營築城碑)                                                                       | 대구 수성구 팔현길 248(만촌동)                    | 수성구                                   | 1982년 3월 4일 지정                                               |      |
| 5호  |      | 대구부수성비 (大邱府修城碑)                                                                   | 대구 수성구 팔현길 248(만촌동)                    | 수성구                                   | 1982년 3월 4일 지정                                               |      |
| 6호  |      | 북지장사삼층석탑 (北地藏寺三層石塔)                                                           | 대구 동구 도장길 243 (도학동)                     | 북지장사                                 | 1982년 3월 4일 지정                                               |      |
| 7호  |      | 파계사원통전 (把溪寺圓通殿)                                                                   | 대구 동구 파계로 741 (중대동)                     | 파계사                                   | 1984년 7월 25일 지정, 2014년 12월 29일 해지, 보물 제1850호로 승격 |      |
| 8호  |      | 봉무정 (鳳舞亭)                                                                               | 대구 동구 팔공로 327-7 (봉무동)                   | 최종우                                   | 1984년 7월 25일 지정                                              |      |
| 9호  |      | 성재서당 (盛才書堂)                                                                           | 대구 동구 미대길 120 (미대동)                     | 인천채씨성재종중                         | 1984년 7월 25일 지정                                              |      |
| 10호 |      | 동화사대웅전 (桐華寺大雄殿)                                                                   | 대구 동구 동화사 1길 1 (도학동)                   | 동화사                                   | 1986년 12월 5일 지정, 2008년 4월 28일 해제, 보물 1563호로 승격    |      |
| 11호 |      | 동화사극락전 (桐華寺極樂殿)                                                                   | 대구 동구 동화사 1길 1 (도학동)                   | 동화사                                   | 1986년 12월 5일 지정                                              |      |
| 12호 |      | 동화사부도군 (桐華寺浮屠群)                                                                   | 대구 동구 동화사1길 1 (도학동)                    | 동화사                                   | 1986년 12월 5일 지정                                              |      |
| 13호 |      | 파계사목조관음보살좌상 (把溪寺木造觀音菩薩坐像)                                               | 대구 동구 파계로 741 (중대동)                     | 파계사                                   | 1988년 5월 30일 지정, 1989년 4월 10일 해제, 보물 992호로 승격     |      |
| 14호 |      | 동화사염불암마애여래좌상및보살좌상 (桐華寺念佛庵磨崖如來坐像및菩薩坐像)                       | 대구 동구 동화사1길 1 (도학동)                    | 동화사                                   | 1988년 5월 30일 지정                                              |      |
| 15호 |      | 북지장사석조지장보살좌상 (北地藏寺石造地藏菩薩坐像)                                           | 대구 동구 도장길 243 (도학동)                     | 북지장사                                 | 1988년 5월 30일 지정                                              |      |
| 16호 |      | 부인사석등 (夫人寺石燈)                                                                       | 대구 동구 팔공산로 967-28 (신무동)                | 부인사                                   | 1988년 5월 30일 지정                                              |      |
| 17호 |      | 부인사서탑 (夫人寺西塔)                                                                       | 대구 동구 팔공산로 967-28 (신무동)                | 부인사                                   | 1988년 5월 30일 지정                                              |      |
| 18호 |      | 신무동마애불좌상 (新武洞磨崖佛坐像)                                                           | 대구 동구 신무동 235-7                            | 동구청                                   | 1988년 5월 30일 지정                                              |      |
| 19호 |      | 동화사염불암청석탑 (桐華寺念佛庵靑石塔)                                                       | 대구 동구 동화사1길 1 (도학동)                    | 동화사                                   | 1988년 5월 30일 지정                                              |      |
| 20호 |      | 팔공산동봉석조약사여래입상 (八公山東峰石造藥師如來立像)                                       | 대구 동구 용수동 산1-3번지                        | 동구청                                   | 1988년 5월 30일 지정                                              |      |
| 21호 |      | 신무동삼성암지마애약사여래입상 (新武洞三省庵址磨崖藥師如來立像)                               | 대구 동구 신무동 산16                             | 동구청                                   | 1988년 5월 30일 지정                                              |      |
| 22호 |      | 송정동석불입상 (松亭洞石佛立像)                                                               | 대구 동구 송정동 363                              | 동구청                                   | 1988년 5월 30일 지정                                              |      |
| 23호 |      | 이공제비및군수이후범선영세불망비 (李公제碑및郡守李侯範善永世不忘碑)                           | 대구 수성구 신천동로 117(상동)                    | 수성구                                   | 1988년 5월 30일 지정                                              |      |
| 24호 |      | 선교사스윗즈주택 (宣敎師스윗즈住宅)                                                           | 대구 중구 달구벌대로 2029 (동산동)                | 계명대학교 동산의료원                    | 1989년 6월 15일 지정                                              |      |
| 25호 |      | 선교사챔니스주택 (宣敎師챔니스住宅)                                                           | 대구 중구 달구벌대로 2029 (동산동)                | 계명대학교 동산의료원                    | 1989년 6월 15일 지정                                              |      |
| 26호 |      | 선교사블레어주택 (宣敎師블레어住宅)                                                           | 대구 중구 달구벌대로 2029 (동산동)                | 계명대학교 동산의료원                    | 1989년 6월 15일 지정                                              |      |
| 27호 |      | 탁영종택문적 (濯纓宗宅文籍)                                                                   | 대구 남구                                         | 김상인                                   | 1989년 6월 15일 지정                                              |      |
| 28호 |      | 부인사부도 (夫人寺浮屠)                                                                       | 대구 동구 팔공산로 967-28 (신무동)                | 부인사                                   | 1990년 5월 15일 지정                                              |      |
| 29호 |      | 성모당 (聖母堂)                                                                               | 대구 중구 남산로4길 112 (남산동)                  | 재단법인대구구천주교회유지재단           | 1990년 12월 15일 지정                                             |      |
| 30호 |      | 대구제일교회 (大邱第一敎會)                                                                   | 대구 중구 남성로 23 (남성로)                      | 대구제일교회                             | 1992년 1월 7일 지정                                               |      |
| 31호 |      | 월곡우배선임진왜란창의유록및관련문서 (月谷禹拜善壬辰倭亂倡義遺錄및關聯文書)                   | 대구 달서구 상인동 950                            | 단양우씨월촌종중                         | 1992년 9월 8일 지정, 2003년 4월 30일 해제, 보물 1334호로 승격     |      |
| 32호 |      | 도곡재 (陶谷齋)                                                                               | 대구 달성군 하빈면 육신사길 60                    | 박문규                                   | 1995년 5월 12일 지정                                              |      |
| 33호 |      | 효종어전희우시회인물도 (孝宗御前喜雨詩會人物圖)                                               | 대구 달성군 가창면 가창로126길 36                 | 달성서씨현감공파문중                     | 1995년 5월 12일 지정                                              |      |
| 34호 |      | 남지장사 청련암 (南地藏寺 靑蓮庵)                                                             | 대구 달성군 가창면 남지장사길 127                 | 남지장사                                 | 1995년 5월 12일 지정                                              |      |
| 35호 |      | 달성 용봉동 석불입상 (達城 龍鳳洞 石佛立像)                                                   | 대구 달성군 유가면 용봉리 산1                     | 달성군                                   | 1995년 5월 12일 지정                                              |      |
| 36호 |      | 달성 하목정 (達城 霞鶩亭)                                                                     | 대구 달성군 하빈면 하목정길 56-10                 | 전의이씨기곡동이유재종중                 | 1995년 5월 12일 지정, 2019년 12월 30일 해제, 보물 제2053호로 승격 |      |
| 37호 |      | 명심보감판본 (明心寶鑑板本)                                                                   | 대구 달성군 화원읍 인흥2길 26                     | 인흥서원                                 | 1995년 5월 12일 지정                                              |      |
| 38호 |      | 이철견신도비 (李鐵堅神道碑)                                                                   | 대구 달성군 옥포읍 강림리 731-1                   | 경주이씨양평공파종친회                   | 1995년 5월 12일 지정                                              |      |
| 39호 |      | 망우당선생문집책판(부)창의록책판 (忘憂堂先生文集冊板(附)倡義錄冊板)                           | 대구 달성군 유가읍 구례길 123                     | 포산곽씨문중                             | 1995년 5월 12일 지정                                              |      |
| 40호 |      | 존재선생실기책판 (存齋先生實記冊板)                                                           | 대구 달성군 유가읍 구례길 123                     | 포산곽씨문중                             | 1995년 5월 12일 지정                                              |      |
| 41호 |      | 용연사극락전 (龍淵寺極樂殿)                                                                   | 대구 달성군 옥포읍 용연사길 260                   | 용연사                                   | 1995년 5월 12일 지정                                              |      |
| 42호 |      | 대견사지삼층석탑 (大見寺址三層石塔)                                                           | 대구 달성군 유가읍 용봉리 산1                     | 달성군                                   | 1995년 5월 12일 지정                                              |      |
| 43호 |      | 샬트르성바오로수녀원성당 (샬트르聖바오로修女院聖堂)                                           | 대구 중구 남산로4길 111 (남산동)                  | 재단법인천주교대구성바오로수녀회유지재단 | 2003년 4월 30일 지정                                              |      |
| 44호 |      | 남산초등학교 강당 (南山初等學校講堂)                                                          | 대구 중구 남산로 70                               | 대구광역시교육청                         | 2003년 4월 30일 지정                                              |      |
| 45호 |      | 계성학교아담스관 (啓聖學校아담스館)                                                           | 대구 중구 달성로 35 (대신동)                      | 학교법인계성학원                         | 2003년 4월 30일 지정                                              |      |
| 46호 |      | 계성학교맥퍼슨관 (啓聖學校맥퍼슨館)                                                           | 대구 중구 달성로 35 (대신동)                      | 학교법인계성학원                         | 2003년 4월 30일 지정                                              |      |
| 47호 |      | 계성학교핸더슨관 (啓聖學校핸더슨館)                                                           | 대구 중구 달성로 35 (대신동)                      | 학교법인계성학원                         | 2003년 4월 30일 지정                                              |      |
| 48호 |      | 구대구상업학교본관 (舊大邱商業學校本館)                                                       | 대구 중구 대봉로 260 (대봉동, 센트로펠리스)       | 공무원연금관리공단                       | 2003년 4월 30일 지정                                              |      |
| 49호 |      | 한국산업은행대구지점 (韓國産業銀行大邱支店)                                                   | 대구 중구 경상감영길 67 (포정동)                  | 한국산업은행                             | 2003년 4월 30일 지정                                              |      |
| 50호 |      | 유가사석조여래좌상 (瑜伽寺石造如來坐像)                                                       | 대구 달성군 유가읍 유가사길 161                   | 유가사                                   | 2003년 4월 30일 지정                                              |      |
| 51호 |      | 옻골경주최씨백불암파종가소장전적 (옻골慶州崔氏百弗庵派宗家所藏典籍)                           | 대구 동구 옻골로 195-5 (둔산동)                   | 경주최씨백불암파종중                     | 2003년 4월 30일 지정                                              |      |
| 52호 |      | 동화사아미타후불탱 (桐華寺阿彌陀後佛幀)                                                       | 대구 동구 동화사1길 1 (도학동)                    | 대한불교조계종 동화사                    | 2006년 4월 20일 지정, 2009년 2월 23일 해제, 보물 1610호로 승격    |      |
| 53호 |      | 동화사보조국사진영 (桐華寺普照國師眞影)                                                       | 대구 동구 동화사1길 1 (도학동)                    | 대한불교조계종 동화사                    | 2006년 4월 20일 지정, 2010년 2월 24일 해제, 보물 1639호로 승격    |      |
| 54호 |      | 대암선생문집책판 (大庵先生 文集 冊版)                                                         | 대구 달성군 구지면 창리서로2길 9-51               | .                                        | 2007년 4월 10일 지정                                              |      |
| 55호 |      | 대구읍지 (大丘邑誌)                                                                           | 대구 달서구 달구벌대로 1095 계명대학교 동산도서관 | 계명대학교                               | 2010년 1월 20일 지정                                              |      |
| 56호 |      | 대구 동화사 제석도 (大邱 桐華寺 帝釋圖)                                                       | 대구 동구 동화사1길 1 (도학동)                    | 동화사                                   | 2012년 1월 30일 지정                                              |      |
| 57호 |      | 대구 동화사 천룡도 (大邱 桐華寺 天龍圖)                                                       | 대구 동구 동화사1길 1 (도학동)                    | 동화사                                   | 2012년 1월 30일 지정                                              |      |
| 58호 |      | 대구 동화사 염불암 극락구품도 (大邱 桐華寺 念佛庵 極樂九品圖)                                 | 대구 동구 동화사1길 1 (도학동)                    | 동화사                                   | 2012년 1월 30일 지정                                              |      |
| 59호 |      | 대구 동화사 칠성도 (大邱 桐華寺 七星圖)                                                       | 대구 동구 동화사1길 1 (도학동)                    | 동화사                                   | 2012년 1월 30일 지정                                              |      |
| 60호 |      | 대구 동화사 지장삼존도 (大邱 桐華寺 地藏三尊圖)                                               | 대구 동구 동화사1길 1 (도학동)                    | 동화사                                   | 2012년 1월 30일 지정                                              |      |
| 61호 |      | 대구 동화사 인악당대사 의첨 진영 (大邱 桐華寺 仁嶽堂大師 義沾 眞影)                           | 대구 동구 동화사1길 1 (도학동)                    | 동화사                                   | 2012년 1월 30일 지정                                              |      |
| 62호 |      | 대구 동화사 대웅전 석가영산회상도 (大邱 桐華寺 大雄殿 釋迦靈山會上圖)                         | 대구 동구 동화사1길 1 (도학동)                    | 동화사                                   | 2012년 1월 30일 지정                                              |      |
| 63호 |      | 대구 동대사 고려불경 일괄 (大邱 東大寺 高麗佛經 一括)                                         | 대구 수성구 달구벌대로 541길 85-13                | 동대사                                   | 2012년 1월 30일 지정                                              |      |
| 64호 |      | 금보 (琴譜)                                                                                   | 대구 중구                                         | 윤용진                                   | 2012년 1월 30일 지정                                              |      |
| 65호 |      | 윤희손초상 (尹喜孫 肖像)                                                                      | 대구 중구                                         | 윤용진                                   | 2012년 1월 30일 지정                                              |      |
| 66호 |      | 태을산분정아국주군분야도 (太乙算分定我國州郡分野圖)                                           | 대구 중구 공평로 10길 25                          | 대구광역시립중앙도서관                   | 2013년 10월 30일 지정                                             |      |
| 67호 |      | 천태사교의집해 (天台四敎儀集解)                                                               | 대구 수성구 국채보상로 207길54-43                 | 박용국                                   | 2013년 10월 30일 지정                                             |      |
| 68호 |      | 신간삼략언해 (新刊三略諺解)                                                                   | 대구 북구 망월길 34-1                             | 서원금                                   | 2013년 10월 30일 지정                                             |      |
| 69호 |      | 천자문 (千字文)                                                                               | 대구 남구 효성로 13, 1동 603호                    | 김병구                                   | 2013년 10월 30일 지정                                             |      |
| 70호 |      | 허암유고 (虛庵遺藁)                                                                           | 대구 달서구 달구벌대로 1095                       | 계명대학교                               | 2013년 10월 30일 지정                                             |      |
| 71호 |      | 대구 안일사 목조석가여래좌상 (大邱 安逸寺 木造釋迦如來坐像)                                   | 대구광역시 남구 앞산순환로 440(대명동)            | 대한불교조계종 안일사                    | 2015년 5월 11일 지정                                              |      |
| 72호 |      | 대구 은적사 목조석가여래좌상 (大邱 隱跡寺 木造釋迦如來坐像)                                   | 대구광역시 남구 앞산순환로 574-120(봉덕동)        | 대한불교조계종 은적사                    | 2015년 5월 11일 지정                                              |      |
| 73호 |      | 대구 파계사 원통전 수미단 (大邱 把溪寺 圓通殿 須彌壇)                                         | 대구광역시 동구 파계로 741(중대동)                | 대한불교조계종 파계사                    | 2015년 5월 11일 지정                                              |      |
| 74호 |      | 대구 파계사 왕실 원당 관련 고문서 일괄 (大邱 把溪寺 王室 願堂 關聯 古文書 一括)               | 대구광역시 동구 파계로 741(중대동)                | 대한불교조계종 파계사                    | 2015년 5월 11일 지정                                              |      |
| 75호 |      | 대구 금성사 육경합부 (大邱 錦城寺 六經合部)                                                   | 대구광역시 달성군 옥포읍 옥계길 16                | 대한불교조계종 금성사                    | 2015년 5월 11일 지정                                              |      |
| 76호 |      | 대구 서봉사 목조지장보살삼존상 및 시왕상 일괄 (大邱 瑞鳳寺 木造地藏菩薩三尊像 및 十王像 一括) | 대구광역시 남구 명덕로54길 34(이천동)             | (재)선학원 서봉사                        | 2016년 3월 10일 지정                                              |      |
| 77호 |      | 대구 보성선원 목조석가여래삼존좌상 복장불서 (大邱 寶聖禪院 木造釋迦如來三尊坐像 腹藏佛書)     | 대구광역시 달서구 송현로 8안길 35(송현동)         | (재)선학원 보성선원                      | 2016년 3월 10일 지정                                              |      |
| 78호 |      | 감지금은니문수최상승무생계법(묘덕계첩) (紺紙金銀泥文殊最上乘無生戒法(妙德戒牒))               | 대구 수성구 동대구로 50길 37 (범어동)             | 여상도                                   | 2016년 3월 10일 지정                                              |      |
| 79호 |      | 삼국사기 (三國史記)                                                                           | 대구 달서구 달구벌대로 1095 계명대학교 동산도서관 | 계명대학교                               | 2017년 1월 31일 지정                                              | ,    |
| 80호 |      | 북정록 (北征錄)                                                                               | 대구 달서구 달구벌대로 1095 계명대학교 동산도서관 | 계명대학교                               | 2017년 1월 31일 지정                                              | ,    |
| 81호 |      | 이수충가 소장 전적 (李秀忠家 所藏 典籍)                                                       | 대구 남구 효성중앙길37                            | 이수충                                   | 2017년 1월 31일 지정                                              | ,    |
| 82호 |      | 묘법연화경 권4∼7 (妙法蓮華經 卷四∼七)                                                         | 수성구 달구벌대로 527길 13-14 보림사              | 대한불교조계종 보림사                    | 2018년 2월 12일 지정                                              | ,    |
| 83호 |      | 입학도설 (入學圖說)                                                                           | 대구 수성구 파동로 (파동)                         | 권윤호                                   | 2019년 1월 30일 지정                                              | ,    |
| 84호 |      | 삼경합부 (三經合部)                                                                           | 대구 달서구 달구벌대로 1095 계명대학교 동산도서관 | 계명대학교                               | 2019년 1월 30일 지정                                              | ,    |
| 85호 |      | 천사일로일기 (天使一路日記)                                                                   | 대구 달서구 달구벌대로 1095 계명대학교 동산도서관 | 계명대학교                               | 2019년 1월 30일 지정                                              | ,    |
| 86호 |      | 사조선록 상 (使朝鮮錄 上)                                                                     | 대구 달서구 달구벌대로 1095 계명대학교 동산도서관 | 계명대학교                               | 2019년 1월 30일 지정                                              | ,    |
| 87호 |      | 소수서원 관련 고문서 (紹修書院 關聯 古文書)                                                   | 대구 달서구 달구벌대로 1095 계명대학교 동산도서관 | 계명대학교                               | 2019년 1월 30일 지정                                              | ,    |
| 88호 |      | 대구 남지장사 석조지장보살좌상 (大邱 南地藏寺 石造地藏菩薩坐像)                               | 대구 달성군 가창면 남지장사길 95 남지장사         | 대한불교조계종 남지장사                  | 2019년 1월 30일 지정                                              | ,    |
| 89호 |      | 대구 남지장사 석조석가여래삼존좌상 (大邱 南地藏寺 石造釋迦如來三尊坐像)                       | 대구 달성군 가창면 남지장사길 95 남지장사         | 대한불교조계종 남지장사                  | 2019년 1월 30일 지정                                              | ,    |
| 90호 |      | 감지금니대방광불화엄경 주본 권22 (紺紙金泥大方廣佛華嚴經 周本 卷二十二)                       | 대구 구 효성로(봉덕동)                            | 김 * *                                   | 2020년 2월 10일 지정                                              | ,    |
| 91호 |      | 불설장수멸죄호제동자다라니경 (佛說長壽滅罪護諸童子陀羅尼經)                                   | 대구 달성군 옥포읍 옥계길 16                      | 대한불교조계종 금성사                    | 2020년 2월 10일 지정                                              | ,    |
| 92호 |      | 대구 광덕사 신중도 (大邱 光德寺 神衆圖)                                                       | 대구 달성군 가창면 헐티로 1190                    | 대한불교조계종 광덕사                    | 2020년 2월 10일 지정                                              | ,    |